# Jorge Giacinti
Jorge Alberto Giacinti, né le 21 juin 1974 à Almafuerte dans la province de Córdoba, est un coureur cycliste argentin.

## Palmarès et résultats

### Palmarès par année
- 1997
  -  Champion d'Argentine sur route
- 1998
  - Tour d'Uruguay
- 1999
  -  Champion d'Argentine sur route
  - Vuelta al Valle
- 2000
  - Mendoza-San Juan
- 2001
  - Doble Media Agua
  - Vuelta Ciclista Lider al Sur
- 2002
  - 4e étape du Tour de Rio de Janeiro
- 2003
  - 2e de la Doble San Francisco-Miramar
- 2004
  - Tour de l'Uruguay
  - 1re étape du Tour de Rio de Janeiro
  - 2e du Tour de San Juan
- 2005
  - Tour de l'État de Sao Paulo :
    - Classement général
    - 6e étape (contre-la-montre)

  - Tour de Porto Alegre :
    - Classement général
    - 3e étape

  - 3e de la Copa Cidade Canção
- 2006
  - 3eb étape de la Vuelta por un Chile Líder (contre-la-montre par équipes)
  - 2e du Tour du Paraná
  - 3e de la Vuelta por un Chile Líder
- 2007
  - Tour de San Luis :
    - Classement général
    - 3e étape

  - Tour du Pérou :
    - Classement général
    - 1re, 2e, 3e et 5e (contre-la-montre par équipes) étapes

  - Vuelta por un Chile Líder :
    - Classement général[1]
    - 2eb étape (contre-la-montre par équipes)

  - 6ea étape de la Vuelta al Valle (contre-la-montre)
- 2008
  - 3e étape du Tour de l'Uruguay
  - 3e du Tour de San Luis
  - 3e du championnat d'Argentine sur route
- 2009
  - 2e étape du Giro del Sol San Juan
  - 3e étape du Tour de San Luis
  - Gran Premio Redpagos
  - 2e du Tour de San Luis
  - 3e du Giro del Sol San Juan
- 2010
  - Prologue du Tour de l'intérieur de São Paulo
  - 4e étape du Tour du Paraná
  - 2e du championnat d'Argentine du contre-la-montre
  - 3e du Tour de l'intérieur de São Paulo
- 2011
  - 6ea étape du Tour du Chili (contre-la-montre)[2],[3]
  - 2e et 3e étapes du Tour Riojano
  - Vuelta de Lavalle
  - 2e du Tour Riojano
  - 3e de la Doble San Francisco-Miramar
- 2012
  - 3e étape du Giro del Sol San Juan (contre-la-montre)
  - 100° Aniversario Ciudad de Allén :
    - Classement général
    - 1re étape

  - 2e étape de la Doble San Francisco-Miramar
  - 2e du Giro del Sol San Juan
  - 3e de la Doble San Francisco-Miramar
- 2013
  - 3e étape du Giro del Sol San Juan (contre-la-montre)
  - 3e (contre-la-montre par équipes) et 4e étapes du Tour de Bolivie
  - Vuelta de Lavalle
  - 2e du Giro del Sol San Juan
  - 3e de la Doble San Francisco-Miramar
- 2014
  - Vuelta a la Bebida :
    - Classement général
    - 2e étape (contre-la-montre)

  - 2e du championnat d'Argentine sur route
  - 3e du championnat d'Argentine du contre-la-montre
- 2015
  - Gran Premio “Raúl Alberto Colombo”
  - Vuelta al Torrontés Riojano
- 2016
  - Grand Prix de la ville de Río Tercero
- 2017
  - Gran Premio Lanzamiento
  - Tour de Catamarca :
    - Classement général
    - 2e et 3e (contre-la-montre) étapes

  - 2e étape du Tour de Cutral Có
  - 1re étape de la Doble Salina (contre-la-montre)
  - Doble Las Marías
- 2018
  - Vuelta al Valle de Chubut
  - Doble Las Marías
  - Doble San Francisco-Miramar :
    - Classement général
    - 2e étape

  - 2e du championnat d'Argentine sur route
- 2019
  - Vuelta a la Comarca y El Mar
  - Vuelta a los Puentes del Santa Lucía
  - 1re étape du Tour de Misiones
  - 2e étape de la Doble Melo-Treinta y Tres (contre-la-montre par équipes)
- 2020
  - Tour de San Carlos
  - 3e de la Vuelta Chaná
- 2021
  - 2e de la Doble Melo-Treinta y Tres
- 2022
  - 1re (contre-la-montre) et 3e étapes du Tour de San Carlos
  - 2eb (contre-la-montre) et 3e étapes de la Vuelta Ciclista Chaná
  - Rutas de América :
    - Classement général
    - Prologue et 8e étape (contre-la-montre)

  - 3e étape de la Vuelta al Valle (contre-la-montre)
  - Doble Melo-Treinta y Tres
  - 2e du Tour de San Carlos
- 2023
  - 8e étape de la Rutas de América (contre-la-montre)
  - Tour d'Uruguay
  - 2e de la Rutas de América
- 2024
  - 1re étape de la Clásica Fiesta del Pueblo
  - Vuelta Ciclista Chaná :
    - Classement général
    - 3e étape (contre-la-montre)

  - Doble Melo-Treinta y Tres : 
    - Classement général
    - 1re étape

  - 3e de la Clásica Fiesta del Pueblo

### Classements mondiaux
| Année            | 2005 | 2006 | 2007 | 2008 | 2009 | 2010 | 2011 | 2012 | 2013 | 2014 |
| ---------------- | ---- | ---- | ---- | ---- | ---- | ---- | ---- | ---- | ---- | ---- |
| UCI America Tour | 12e  | 14e  | 25e  | 88e  | 11e  | 40e  | 70e  | 317e | 316e | 32e  |